# 海神 (古龍)
《海神》為古龍晚期作品，〈聯合報〉於1985年7月20日至1985年8月8日連載，為《短刀集》系列最後一篇。

## 主要人物
- 卜鷹：

## 次要人物
- 海靈：
- 關二：
- 墨七星：